# Bathyagonus
Bathyagonus és un gènere de peixos pertanyent a la família dels agònids.

## Taxonomia
- Bathyagonus alascanus (Gilbert, 1896)[2]
- Bathyagonus infraspinatus (Gilbert, 1904)[3]
- Bathyagonus nigripinnis (Gilbert, 1890)[4][5]
- Bathyagonus pentacanthus (Gilbert, 1890)[4][6][7][8][9][10][11][12]